# Церква Святого Архистратига Михаїла (Вірлів)
Церква Святого Архистратига Михаїла у Вірлові — парафія і храм ПЦУ в селі Вірлові Зборівської громади Тернопільського району Тернопільської области України.

## Історія церкви
Теперішній дерев'яний храм збудований в 1927 році на місці давньої дерев'яної церкви 1861 року побудови. Одна із перших святинь Вірлова вже існувала в [1832] році.
Кількість парафіян: 1832 — 279, 1844 — 288, 1854 — 240, 1864 — 282, 1874 — 403, 1884 — 503, 1894 — 522, 1904 — 499, 1914 — 535, 1924 — 555, 1936 — 578.

## Капелани
- о. Іван Жукевич ([1832], адміністратор)
- о. Сильвестр Богачевський (1836)
- о. Григорій Левицький ([1838]—1842)
- о. Василь Ілевич (1842—1844)
- о. Іван Хромовський (1844—1848, 1849—1854)
- о. Іван Стрільбицький (1848—1849, адміністратор)
- о. Антін Левицький (1854—1855, адміністратор)
- о. Бонавен Копертинський (1855—1856)
- о. Іван Малицький (1856—1857, адміністратор)
- о. Ігнатій Телішевський (1857)
- о. Євген Мокрицький (1857—1863, адміністратор)
- о. Антін Подлясецький (1863—1869)
- о. Діонізій Хромовський (1869—1885)

## Парохи
- о. Діонізій Хромовський (1885—1887)
- о. Іван Залеський (1887—1889, адміністратор)
- о. Юліан Курманович (1889—1890, адміністратор)
- о. Василь Мольцко (1890—1891, адміністратор)
- о. Володимир Сенькирик (1891—1892, 1892—1895)
- о. Йосип Медвецький (1895—1906)
- о. Антін Сосенко (1906—1907)
- о. Йосип Филипович (1907—1928)
- о. Василь Квіт (1929—1942)
- о. Іван Любович (1942—1943+)
- о. Мар'ян Войновський (1943—[1944], адміністратор)
- о. Юрій Терлюк — нині[1].